# Amphoe Khao Wong
Amphoe Khao Wong (Thai: อำเภอ เขาวง) ist ein Landkreis (Amphoe – Verwaltungs-Distrikt) der Provinz Kalasin. Die Provinz Kalasin liegt in der Nordostregion von Thailand, dem so genannten Isan.

## Geographie
Die Nachbarbezirke sind im Uhrzeigersinn von Süden startend: die Amphoe Kuchinarai und Na Khu in der Provinz Kalasin, sowie die Amphoe Dong Luang und Khamcha-i der Provinz Mukdahan.

## Geschichte
Khao Wong wurde am 1. Juni 1969 zunächst als „Zweigkreis“ (King Amphoe) eingerichtet, indem die fünf Tambon Khum Kao, Song Plueai, Na Khu, Phu Laen Chang and Nong Phue vom Amphoe Kuchinarai abgetrennt wurden. 
Am 1. April 1974 wurde Khao Wong zum Amphoe heraufgestuft.

## Verwaltung

### Provinzverwaltung
Der Landkreis Khao Wong ist in sechs Tambon („Unterbezirke“ oder „Gemeinden“) eingeteilt, die sich weiter in 71 Muban („Dörfer“) unterteilen.
| Nr.  | Name             | Thai      | Muban | Einw. |
| ---- | ---------------- | --------- | ----- | ----- |
| 01.  | Khum Kao         | คุ้มเก่า     | 18    | 9.244 |
| 02.  | Song Plueai      | สงเปลือย   | 16    | 7.108 |
| 03.  | Nong Phue        | หนองผือ    | 10    | 5.847 |
| 06.  | Kut Sim Khum Mai | กุดสิมคุ้มใหม่ | 13    | 6.810 |
| 08.  | Saphang Thong    | สระพังทอง  | 07    | 2.892 |
| 011. | Kut Pla Khao     | กุดปลาค้าว  | 07    | 2.946 |

Hinweis: Die fehlenden Nummern (Geocodes) gehören zu den Tambon, die heute zum Amphoe Na Khu gehören.

### Lokalverwaltung
Es gibt vier Kommunen mit „Kleinstadt“-Status (Thesaban Tambon) im Landkreis:
- Song Plueai (Thai: เทศบาลตำบลสงเปลือย) besteht aus dem gesamten Tambon Song Plueai.
- Kut Sim Khum Mai (Thai: เทศบาลตำบลกุดสิมคุ้มใหม่) besteht aus Teilen des Tambon Kut Sim Khum Mai.
- Kut Sim (Thai: เทศบาลตำบลกุดสิม) besteht aus Teilen der Tambon Khum Kao und Kut Sim Khum Mai sowie dem gesamten Tambon Kut Pla Khao.
- Saphang Thong (Thai: เทศบาลตำบลสระพังทอง) besteht aus dem gesamten Tambon Saphang Thong.

Außerdem gibt es zwei „Tambon-Verwaltungsorganisationen“ (องค์การบริหารส่วนตำบล – Tambon Administrative Organizations, TAO):
- Khum Kao (Thai: องค์การบริหารส่วนตำบลคุ้มเก่า)
- Nong Phue (Thai: องค์การบริหารส่วนตำบลหนองผือ)